# Liste des distinctions de Lady Gaga
Les récompenses et nominations de Lady Gaga sont nombreuses. En seulement un an, elle réussit à obtenir plus d'une soixantaine de nominations dans de prestigieuses cérémonies telles que les Grammy Awards, les Teen Choice Awards ainsi que les MTV Video Music Awards où elle établit un record en obtenant plus de 18 nominations. Lors des Brit Awards 2010, elle remporte trois prix, ce qui fait d'elle l'artiste la plus récompensée de la cérémonie. Cette même année, elle obtient ses 2 premiers Grammy Awards pour l'album The Fame  et sa chanson emblématique Poker Face. Elle en remporte 3 autres en 2011, pour la réédition de son premier album The Fame Monster et le tube Bad Romance. À la fin de cette même année, elle remporte pas moins de 4 trophées aux MTV Europe Music Awards pour son album Born This Way. 
En 2015, elle remporte à nouveau un Grammy pour son album jazz Cheek To Cheek en collaboration avec le crooner Tony Bennett. La même année, elle est récompensée par le prestigieux Songwriter Hall Of Fame et est élue Femme de l'année par Billboard. En 2016, elle obtient le Golden Globe de la meilleure actrice dans une série pour son rôle dans American Horror Story et est nommée aux Oscars pour la ballade Til It Happens To You. En 2017, elle gagne le American Music Award de la meilleure chanteuse pop/rock. 
En 2019, Lady Gaga remporte le Grammy de la meilleure performance solo pop pour la chanson éponyme de son dernier album en date : Joanne (Where Do You Think You're Goin'?). Cette même année, elle gagne l'Oscar de la Meilleure Chanson Originale, le Golden Globe de la meilleure chanson originale ainsi que deux Grammy Awards pour Shallow, chanson phare de la bande originale du film A Star Is Born, dans lequel elle donne la réplique à Bradley Cooper. Elle devient, grâce à son rôle d'Ally, la première chanteuse à être récompensée du Critic's Choice Movie Award de la meilleure actrice. À la suite de ses deux nominations aux Oscars, elle est la première artiste de l'histoire à être nommée à la fois dans la catégorie Meilleure Actrice et Meilleure Chanson Originale ainsi que la première femme à remporter le BAFTA de la meilleure musique de film grâce à l'intégralité de la bande originale du film. En 2020, la chanteuse remporte deux nouveaux Grammy pour A Star Is Born. 
Lady Gaga est la 1re artiste féminine la plus récompensée au monde puisqu’elle est maintenant au dessus de Whitney Houston.

## Cérémonies

### American Music Awards
| Année | Travail nommé  | Catégorie                           | Résultat   |
| ----- | -------------- | ----------------------------------- | ---------- |
| 2009  | Elle-même      | Artiste de l'année                  | Nomination |
| 2009  | Elle-même      | Prix de la révélation               | Nomination |
| 2009  | Elle-même      | Meilleure artiste féminine pop/rock | Nomination |
| 2009  | The Fame       | Meilleur album pop/rock             | Nomination |
| 2010  | Elle-même      | Artiste de l'année                  | Nomination |
| 2010  | Elle-même      | Meilleure artiste féminine pop/rock | Lauréat    |
| 2011  | Elle-même      | Artiste de l'année                  | Nomination |
| 2011  | Elle-même      | Meilleure artiste féminine pop/rock | Nomination |
| 2011  | Born This Way  | Meilleure album pop/rock            | Nomination |
| 2017  | Elle-même      | Meilleure artiste féminine pop/rock | Lauréat    |
| 2019  | Shallow        | Collaboration de l'année            | Nomination |
| 2019  | A Star is Born | Meilleure bande originale           | Nomination |
| 2020  | Elle-même      | Meilleure artiste féminine pop/rock | Nomination |
| 2020  | Elle-même      | Meilleur artiste électro/dance      | Lauréat    |
| 2020  | Rain on Me     | Collaboration de l'année            | Nomination |
| 2020  | Rain on Me     | Meilleur clip                       | Nomination |

### ARIA Music Awards
| Année | Travail nommé | Catégorie                               | Résultat   |
| ----- | ------------- | --------------------------------------- | ---------- |
| 2010  | Elle-même     | Artiste International le Plus Populaire | Nomination |

### ASCAP Awards
| Année | Travail nommé     | Catégorie                       | Résultat |
| ----- | ----------------- | ------------------------------- | -------- |
| 2010  | Just Dance        | Chanson pop la plus interprétée | Lauréat  |
| 2010  | Paparazzi         | Chanson pop la plus interprétée | Lauréat  |
| 2012  | Born This Way     | Chanson la plus interprétée     | Lauréat  |
| 2012  | The Edge Of Glory | Chanson la plus interprétée     | Lauréat  |
| 2012  | Marry The Night   | Chanson la plus interprétée     | Lauréat  |

### British Academy Film Awards
| Année | Travail nommé  | Catégorie                 | Résultat   |
| ----- | -------------- | ------------------------- | ---------- |
| 2019  | A Star Is Born | Meilleure actrice         | Nomination |
| 2019  | A Star Is Born | Meilleure musique de film | Lauréat    |
| 2022  | House of Gucci | Meilleure actrice         | Nomination |

### BET Awards
| Année | Travail nommé | Catégorie               | Résultat   |
| ----- | ------------- | ----------------------- | ---------- |
| 2010  | Video Phone   | Vidéoclip de l'année    | Lauréat    |
| 2010  | Video Phone   | Meilleure collaboration | Nomination |

### Billboard End Chart Awards
| Année | Travail nommé        | Catégorie                                   | Résultat, |
| ----- | -------------------- | ------------------------------------------- | --------- |
| 2009  | Elle-même            | Meilleur nouvel artiste                     | Lauréat   |
| 2009  | Elle-même            | Meilleur artiste au Hot 100                 | Lauréat   |
| 2009  | Elle-même            | Meilleur artiste de Dance/Electronic Albums | Lauréat   |
| 2009  | Elle-même            | Meilleur artiste du Canadian Hot 100        | Lauréat   |
| 2009  | Elle-même            | Meilleur artiste du European Hot 100        | Lauréat   |
| 2009  | Elle-même            | Meilleur artiste de Pop Songs               | Lauréat   |
| 2009  | The Fame             | Meilleur album de Dance/Electronic Albums   | Lauréat   |
| 2009  | The Fame             | Meilleur album au Canadian Albums           | Lauréat   |
| 2009  | Poker Face           | Meilleure chanson au European Hot 100       | Lauréat   |
| 2009  | Poker Face           | Meilleure chanson au Digital Songs          | Lauréat   |
| 2009  | Elle-même            | L'étoile montante                           | Lauréat   |
| 2010  | Elle-même            | Meilleur(e) Artiste                         | Lauréat   |
| 2010  | Elle-même            | Artiste Dance/Electronic                    | Lauréat   |
| 2010  | The Fame             | Meilleur Album Dance/Electronic             | Lauréat   |
| 2010  | The Fame             | Meilleur Album au European Top 100          | Lauréat   |
| 2010  | Bad Romance          | Meilleur Single au European Hot 100         | Lauréat   |
| 2012  | Elle-même            | Top Artiste Dance                           | Lauréat   |
| 2012  | Born This Way        | Top Dance Album                             | Lauréat   |
| 2012  | Elle-même            | Artiste Favori                              | Lauréat   |
| 2012  | Elle-même            | Style le plus influent                      | Lauréat   |
| 2012  | ARTPOP               | Album le plus attendu pour 2013             | Lauréat   |
| 2012  | Lady Gaga vs Madonna | Guerre entre stars la plus mémorable        | Lauréat   |

### Billboard Latin Music Awards
| Année | Travail nommé | Catégorie               | Résultat   |
| ----- | ------------- | ----------------------- | ---------- |
| 2010  | Elle-même     | Artiste de l'année      | Nomination |
| 2010  | Elle-même     | Artiste solo de l'année | Lauréat    |

### Billboard Japan Music Awards
| Année | Travail nommé | Catégorie                     | Résultat |
| ----- | ------------- | ----------------------------- | -------- |
| 2012  | Born This Way | Album contemporain de l’année | Lauréat  |
| 2012  | Born This Way | Album étranger le plus joué   | Lauréat  |

### Billboard Touring Awards
| Année | Travail nommé          | Catégorie                                   | Résultat |
| ----- | ---------------------- | ------------------------------------------- | -------- |
| 2010  | The Monster Ball Tour  | Tournée révélation                          | Lauréat  |
| 2010  | The Monster Ball Tour  | Meilleur Marketing                          | Lauréat  |
| 2012  | The Born This Way Ball | Récompense choix des fans le plus mémorable | Lauréat  |

### BMI Awards
| Année | Travail nommé     | Catégorie       | Résultat |
| ----- | ----------------- | --------------- | -------- |
| 2010  | Just Dance        | Hit de la Pop   | Lauréat  |
| 2010  | Poker Face        | Hit de la Pop   | Lauréat  |
| 2010  | LoveGame          | Hit de la Pop   | Lauréat  |
| 2012  | Born This Way     | Chanson Pop BMI | Lauréat  |
| 2012  | The Edge Of Glory | Chanson Pop BMI | Lauréat  |

### BRIT Awards
| Année | Travail nommé | Catégorie                       | Résultat   |
| ----- | ------------- | ------------------------------- | ---------- |
| 2010  | Elle-même     | Nouvel artiste international    | Lauréat    |
| 2010  | Elle-même     | Artiste féminine internationale | Lauréat    |
| 2010  | The Fame      | Album international             | Lauréat    |
| 2012  | Elle-même     | Artiste féminine internationale | Nomination |

### BT Digital Music Awards
| Année | Travail nommé | Catégorie                           | Résultat |
| ----- | ------------- | ----------------------------------- | -------- |
| 2010  | Elle-même     | Artiste international(e) de l'année | Lauréat  |

### Capricho Magazine Awards
| Année | Travail nommé      | Catégorie                   | Résultat   |
| ----- | ------------------ | --------------------------- | ---------- |
| 2010  | Elle-même          | Artiste féminine de l'année | Lauréat    |
| 2010  | Elle-même          | Diva de l'année             | Nomination |
| 2010  | Chute de Lady Gaga | Échec de l'année            | Lauréat    |
| 2010  | Telephone          | Meilleure vidéo musicale    | Nomination |
| 2010  | Bad Romance        | Chanson de l'année          | Nomination |
| 2010  | Bad Romance        | Twitter de l'année          | Lauréat    |

### Channel V Thailand Music Video Awards
| Année | Travail nommé | Catégorie                             | Résultat |
| ----- | ------------- | ------------------------------------- | -------- |
| 2009  | Poker Face    | Meilleur vidéoclip international      | Lauréat  |
| 2009  | Elle-même     | Meilleur artiste international        | Lauréat  |
| 2009  | Elle-même     | Meilleur nouvel artiste international | Lauréat  |

### Critic's Choices Movie Awards
| Année | Travail nommé | Catégorie                   | Résultat |
| ----- | ------------- | --------------------------- | -------- |
| 2019  | Shallow       | Meilleure chanson originale | Lauréat  |
| 2019  | Elle-même     | Meilleure actrice           | Lauréat  |

### Echo Awards
| Année | Travail nommé | Catégorie                                 | Résultat   |
| ----- | ------------- | ----------------------------------------- | ---------- |
| 2010  | Elle-même     | Meilleure artiste féminine internationale | Lauréat    |
| 2010  | Elle-même     | Révélation de l'année                     | Lauréat    |
| 2010  | Poker Face    | Meilleure chanson international           | Lauréat    |
| 2010  | The Fame      | Album international de l'année            | Nomination |

### ESKA Music Awards
| Année | Travail nommé | Catégorie               | Résultat |
| ----- | ------------- | ----------------------- | -------- |
| 2009  | Elle-même     | Meilleur nouvel artiste | Lauréat  |

### Emma Awards
| Année | Travail nommé | Catégorie                   | Résultat |
| ----- | ------------- | --------------------------- | -------- |
| 2012  | Elle-même     | Artiste étranger de l'année | Lauréat  |

### E! Online
| Année | Travail nommé | Catégorie            | Résultat |
| ----- | ------------- | -------------------- | -------- |
| 2012  | Elle-même     | Célébrité de l’année | Lauréat  |

### GLAAD Media Awards
| Année | Travail nommé | Catégorie                 | Résultat |
| ----- | ------------- | ------------------------- | -------- |
| 2010  | Elle-même     | Meilleur nouvel artiste   | Lauréat  |
| 2012  | Born This Way | Album le plus remarquable | Lauréat  |

### Golden Globes
| Année | Travail nommé                  | Catégorie                                            | Résultat   |
| ----- | ------------------------------ | ---------------------------------------------------- | ---------- |
| 2012  | Hello, Hello (avec Elton John) | Meilleure chanson originale                          | Nomination |
| 2016  | American Horror Story : Hotel  | Meilleure actrice dans une mini-série ou un téléfilm | Lauréat    |
| 2019  | A Star Is Born                 | Meilleure actrice dans un film dramatique            | Nomination |
| 2019  | Shallow                        | Meilleure chanson originale                          | Lauréat    |
| 2022  | House of Gucci                 | Meilleure actrice dans un film dramatique            | Nomination |
| 2023  | Hold My Hand                   | Meilleure chanson originale                          | Nomination |

### Grammy Awards
| Année | Travail nommé               | Catégorie                                          | Résultat,  |
| ----- | --------------------------- | -------------------------------------------------- | ---------- |
| 2009  | Just Dance                  | Meilleur enregistrement dance                      | Nomination |
| 2010  | The Fame                    | Album de l'année                                   | Nomination |
| 2010  | The Fame                    | Meilleur album électro/dance                       | Lauréat    |
| 2010  | Poker Face                  | Chanson de l'année                                 | Nomination |
| 2010  | Poker Face                  | Enregistrement de l'année                          | Nomination |
| 2010  | Poker Face                  | Meilleur enregistrement dance                      | Lauréat    |
| 2011  | The Fame Monster            | Album de l'année                                   | Nomination |
| 2011  | The Fame Monster            | Meilleur album vocal pop                           | Lauréat    |
| 2011  | Bad Romance                 | Meilleure chanteuse pop                            | Lauréat    |
| 2011  | Bad Romance                 | Meilleur clip court                                | Lauréat    |
| 2011  | Telephone                   | Meilleure prestation vocale pop d'un duo ou groupe | Nomination |
| 2011  | Dance in the Dark           | Meilleur enregistrement dance                      | Nomination |
| 2012  | Born This Way               | Album de l'année                                   | Nomination |
| 2012  | Born This Way               | Meilleur album vocal pop                           | Nomination |
| 2012  | Yoü and I                   | Meilleure prestation pop solo                      | Nomination |
| 2015  | Cheek To Cheek              | Meilleur album vocal pop traditionnel              | Lauréat    |
| 2016  | Til It Happens to You       | Meilleure chanson écrite pour un média visuel      | Nomination |
| 2018  | Joanne                      | Meilleur album vocal pop                           | Nomination |
| 2018  | Million Reasons             | Meilleure prestation pop solo                      | Nomination |
| 2019  | Joanne                      | Meilleure prestation pop solo                      | Lauréat    |
| 2019  | Shallow                     | Chanson de l'année                                 | Nomination |
| 2019  | Shallow                     | Enregistrement de l'année                          | Nomination |
| 2019  | Shallow                     | Meilleure chanson écrite pour un média visuel      | Lauréat    |
| 2019  | Shallow                     | Meilleure prestation vocale pop d'un duo ou groupe | Lauréat    |
| 2020  | Always Remember Us This Way | Chanson de l'année                                 | Nomination |
| 2020  | A Star Is Born              | Meilleure bande originale pour un média visuel     | Lauréat    |
| 2020  | I'll Never Love Again       | Meilleure chanson écrite pour un média visuel      | Lauréat    |
| 2021  | Chromatica                  | Meilleur album vocal pop                           | Nomination |
| 2021  | Rain on Me                  | Meilleure prestation vocale pop d'un duo ou groupe | Lauréat    |
| 2022  | Love For Sale               | Album de l'année                                   | Nomination |
| 2022  | Love For Sale               | Meilleur album vocal pop traditionnel              | Lauréat    |
| 2022  | I Get A Kick Out Of You     | Enregistrement de l'année                          | Nomination |
| 2022  | I Get A Kick Out Of You     | Meilleure prestation vocale pop d'un duo ou groupe | Nomination |
| 2022  | I Get A Kick Out Of You     | Meilleur clip                                      | Nomination |
| 2023  | Top Gun : Maverick          | Meilleure bande originale pour un média visuel     | Nomination |
| 2023  | Hold My Hand                | Meilleure chanson écrite pour un média visuel      | Nomination |
| 2025  | Die With A Smile            | Chanson de l'année                                 | Nomination |
| 2025  | Die With A Smile            | Meilleure prestation vocale pop d'un duo ou groupe | Lauréat    |

### IFPI Platinum Europe Awards
| Année | Travail nommé    | Catégorie                  | Résultat |
| ----- | ---------------- | -------------------------- | -------- |
| 2009  | The Fame         | IFPI Platinum Europe Award | Lauréat  |
| 2010  | The Fame         | IFPI Platinum Europe Award | Lauréat  |
| 2010  | The Fame Monster | IFPI Platinum Europe Award | Lauréat  |

### International Dance Music Awards
| Année | Travail nommé    | Catégorie                 | Résultat,  |
| ----- | ---------------- | ------------------------- | ---------- |
| 2009  | Elle-même        | Meilleure révélation solo | Lauréat    |
| 2009  | Just Dance       | Meilleure piste pop/dance | Lauréat    |
| 2009  | Just Dance       | Meilleure clip            | Nomination |
| 2010  | Elle-même        | Meilleur artiste solo     | Nomination |
| 2010  | The Fame Monster | Meilleur album            | Nomination |
| 2010  | Bad Romance      | Meilleure piste pop/dance | Nomination |
| 2010  | Bad Romance      | Meilleur clip             | Lauréat    |
| 2011  | Elle-même        | Meilleur artiste solo     | Nomination |
| 2011  | Telephone        | Meilleur clip             | Nomination |
| 2011  | Alejandro        | Meilleure piste pop/dance | Lauréat    |

### iTunes Awards

#### Allemagne
| Année | Travail nommé    | Catégorie        | Résultat   |
| ----- | ---------------- | ---------------- | ---------- |
| 2010  | The Fame Monster | Meilleur album   | Nomination |
| 2010  | Alejandro        | Meilleur morceau | Nomination |

#### France
| Année | Travail nommé    | Catégorie        | Résultat   |
| ----- | ---------------- | ---------------- | ---------- |
| 2010  | The Fame Monster | Meilleur album   | Lauréat    |
| 2010  | Bad Romance      | Meilleur morceau | Nomination |
| 2010  | Telephone        | Meilleur morceau | Nomination |
| 2010  | Alejandro        | Meilleur morceau | Nomination |

#### Italie
| Année | Travail nommé    | Catégorie        | Résultat   |
| ----- | ---------------- | ---------------- | ---------- |
| 2010  | The Fame Monster | Meilleur album   | Nomination |
| 2010  | Bad Romance      | Meilleur morceau | Nomination |
| 2010  | Telephone        | Meilleur morceau | Nomination |
| 2010  | Alejandro        | Meilleur morceau | Nomination |

#### Royaume-Uni
| Année | Travail nommé    | Catégorie        | Résultat |
| ----- | ---------------- | ---------------- | -------- |
| 2010  | The Fame Monster | Meilleur album   | Lauréat  |
| 2010  | Telephone        | Meilleur morceau | Lauréat  |

### Japan Gold Disc Awards
| Année | Travail nommé | Catégorie                             | Résultat |
| ----- | ------------- | ------------------------------------- | -------- |
| 2010  | Elle-meêm     | Meilleur nouvel artiste international | Lauréat  |
| 2010  | Elle-meêm     | Top trois meilleurs nouveaux artistes | Lauréat  |
| 2012  | Elle-meêm     | Artiste de l'année                    | Lauréat  |
| 2012  | Born This Way | Album de l'année                      | Lauréat  |
| 2012  | Born This Way | Album le plus vendu de l'année        | Lauréat  |
| 2012  | Born This Way | Chanson la plus téléchargée           | Lauréat  |

### Los Premios MTV Latinoamérica
| Année | Travail nommé | Catégorie                  | Résultat   |
| ----- | ------------- | -------------------------- | ---------- |
| 2009  | Elle-même     | Meilleur artiste pop       | Nomination |
| 2009  | Elle-même     | Meilleure nouvelle artiste | Lauréat    |
| 2009  | Poker Face    | Chanson de l'année         | Lauréat    |
| 2009  | Poker Face    | Meilleure musique          | Nomination |

### Meteor Music Awards
| Année | Travail nommé    | Catégorie                                 | Résultat   |
| ----- | ---------------- | ----------------------------------------- | ---------- |
| 2010  | Elle-même        | Meilleure artiste féminine internationale | Lauréat    |
| 2010  | The Fame Monster | Meilleur album international              | Nomination |

### MOBO Awards
| Année | Travail nommé | Catégorie        | Résultat |
| ----- | ------------- | ---------------- | -------- |
| 2009  | Elle-même     | Meilleur artiste | Lauréat  |

### MusicMundial
| Année | Travail nommé          | Catégorie                 | Résultat |
| ----- | ---------------------- | ------------------------- | -------- |
| 2012  | Elle-même              | Artiste la plus sincère   | Lauréat  |
| 2012  | Elle-même              | Artiste la plus populaire | Lauréat  |
| 2012  | The Born This Way Ball | Meilleure tournée         | Lauréat  |

### MP3 Music Awards
| Année | Travail nommé | Catégorie                   | Résultat, |
| ----- | ------------- | --------------------------- | --------- |
| 2009  | LoveGame      | Chanson la plus téléchargée | Lauréat   |
| 2010  | Telephone     | Chanson la plus appréciée   | Lauréat   |

MTV Movie & TV Awards
| Année | Travail nommé                                                      | Catégorie                         | Résultat,  |
| ----- | ------------------------------------------------------------------ | --------------------------------- | ---------- |
| 2017  | "Lady Gaga Carpool Karaoke" — The Late Late Show with James Corden | Trending                          | Nomination |
| 2018  | Gaga: Five Foot Two                                                | Meilleure musique de documentaire | Lauréat    |
| 2019  | A Star is Born                                                     | Meilleure prestation dans un film | Lauréat    |
| 2019  | Shallow                                                            | Meilleure moment musical          | Lauréat    |

### MTV Australia Music Awards
| Année | Travail nommé | Catégorie          | Résultat   |
| ----- | ------------- | ------------------ | ---------- |
| 2009  | Elle-même     | Meilleur progrès   | Nomination |
| 2009  | Poker Face    | Meilleur vidéoclip | Nomination |

### MTV Europe Music Awards
| Année | Travail nommé | Catégorie                      | Résultat   |
| ----- | ------------- | ------------------------------ | ---------- |
| 2009  | Elle-même     | Meilleur nouvel artiste        | Lauréat    |
| 2009  | Elle-même     | Meilleure artiste féminine     | Nomination |
| 2009  | Elle-même     | Meilleur concert               | Nomination |
| 2009  | Elle-même     | Meilleure tournée mondiale     | Nomination |
| 2009  | Poker Face    | Meilleure chanson              | Nomination |
| 2010  | Elle-même     | Meilleur concert               | Nomination |
| 2010  | Elle-même     | Meilleur artiste pop           | Lauréat    |
| 2010  | Elle-même     | Meilleure artiste féminine     | Lauréat    |
| 2010  | Bad Romance   | Meilleure chanson              | Lauréat    |
| 2010  | Telephone     | Meilleur clip                  | Nomination |
| 2011  | Elle-même     | Meilleur concert               | Nomination |
| 2011  | Elle-même     | Meilleur artiste pop           | Nomination |
| 2011  | Elle-même     | Meilleure artiste féminine     | Lauréat    |
| 2011  | Elle-même     | Meilleure fanbase              | Lauréat    |
| 2011  | Born This Way | Meilleure chanson              | Lauréat    |
| 2011  | Born This Way | Meilleur clip                  | Lauréat    |
| 2012  | Elle-même     | Meilleur concert               | Nomination |
| 2012  | Elle-même     | Clip de l'année                | Nomination |
| 2012  | Elle-même     | Plus grande communauté de fans | Nomination |
| 2013  | Elle-même     | Meilleure artiste féminine     | Nomination |
| 2013  | Elle-même     | Meilleur look                  | Nomination |
| 2013  | Applause      | Meilleure clip                 | Nomination |
| 2016  | Elle-même     | Meilleure artiste féminine     | Lauréat    |
| 2016  | Elle-même     | Meilleur look                  | Lauréat    |
| 2016  | Elle-même     | Plus grande communauté de fans | Nomination |
| 2020  | Elle-même     | Meilleur artiste               | Lauréat    |
| 2020  | Elle-même     | Meilleur artiste pop           | Nomination |
| 2020  | Elle-même     | Meilleur artiste américain     | Lauréat    |
| 2020  | Elle-même     | Plus grande communauté de fans | Nomination |
| 2020  | Rain on Me    | Meilleur clip                  | Nomination |
| 2020  | Rain on Me    | Meilleure chanson              | Nomination |
| 2020  | Rain on Me    | Meilleure collaboration        | Nomination |
| 2021  | Elle-même     | Meilleur artiste               | Nomination |
| 2021  | Elle-même     | Meilleure fanbase              | Nomination |

### MTV Video Music Awards
| Année | Travail nommé | Catégorie                                    | Résultat   |
| ----- | ------------- | -------------------------------------------- | ---------- |
| 2009  | Poker Face    | Vidéo de l'année                             | Nomination |
| 2009  | Poker Face    | Meilleure vidéo pop                          | Nomination |
| 2009  | Poker Face    | Meilleure vidéo d'une artiste féminine       | Nomination |
| 2009  | Elle-même     | Meilleure nouvelle artiste                   | Lauréat    |
| 2009  | Paparazzi     | Meilleure réalisation                        | Nomination |
| 2009  | Paparazzi     | Meilleure photographie                       | Nomination |
| 2009  | Paparazzi     | Meilleur montage                             | Nomination |
| 2009  | Paparazzi     | Meilleurs effets visuels                     | Lauréat    |
| 2009  | Paparazzi     | Meilleure direction artistique               | Lauréat    |
| 2010  | Bad Romance   | Meilleure direction artistique               | Nomination |
| 2010  | Bad Romance   | Meilleurs effets visuels                     | Nomination |
| 2010  | Bad Romance   | Meilleure photographie                       | Nomination |
| 2010  | Bad Romance   | Prix MTV clubland                            | Lauréat    |
| 2010  | Bad Romance   | Meilleure chorégraphie                       | Lauréat    |
| 2010  | Bad Romance   | Meilleure réalisation                        | Lauréat    |
| 2010  | Bad Romance   | Meilleur montage                             | Lauréat    |
| 2010  | Bad Romance   | Meilleure vidéo d'une artiste féminine       | Lauréat    |
| 2010  | Bad Romance   | Meilleure vidéo pop                          | Lauréat    |
| 2010  | Bad Romance   | Vidéo de l'année                             | Lauréat    |
| 2010  | Telephone     | Vidéo de l'année                             | Nomination |
| 2010  | Telephone     | Meilleure chorégraphie                       | Nomination |
| 2010  | Telephone     | Meilleure collaboration                      | Lauréat    |
| 2010  | Video Phone   | Meilleure collaboration                      | Nomination |
| 2010  | Video Phone   | Meilleure vidéo d'une artiste féminine       | Nomination |
| 2010  | Video Phone   | Meilleure vidéo pop                          | Nomination |
| 2010  | Video Phone   | Meilleure chorégraphie                       | Nomination |
| 2010  | Video Phone   | Meilleure direction artistique               | Nomination |
| 2011  | Judas         | Meilleure chorégraphie                       | Nomination |
| 2011  | Judas         | Meilleure direction artistique               | Nomination |
| 2011  | Born This Way | Meilleure vidéo d'une artiste féminine       | Lauréat    |
| 2011  | Born This Way | Meilleure vidéo qui véhicule un message      | Lauréat    |
| 2019  | Shallow       | Meilleure collaboration                      | Nomination |
| 2019  | Shallow       | Chanson de l'année                           | Nomination |
| 2020  | Rain on Me    | Vidéo de l'année                             | Nomination |
| 2020  | Rain on Me    | Meilleure vidéo pop                          | Nomination |
| 2020  | Rain on Me    | Meilleure chorégraphie                       | Nomination |
| 2020  | Rain on Me    | Meilleurs effets visuels                     | Nomination |
| 2020  | Rain on Me    | Meilleure photographie                       | Lauréat    |
| 2020  | Rain on Me    | Meilleure collaboration                      | Lauréat    |
| 2020  | Rain on Me    | Chanson de l'année                           | Lauréat    |
| 2020  | Elle-même     | Artiste de l'année                           | Lauréat    |
| 2020  | Elle-même     | MTV Tricon Award                             | Lauréat    |
| 2020  | Smile         | Meilleure performance pendant le confinement | Nomination |
| 2021  | 911           | Meilleure photographie                       | Nomination |
| 2021  | 911           | Meilleure direction artistique               | Nomination |

### MTV Video Music Brasil Awards
| Année | Travail nommé | Catégorie                           | Résultat,  |
| ----- | ------------- | ----------------------------------- | ---------- |
| 2009  | Elle-même     | Artiste international(e) de l'année | Nomination |
| 2010  | Elle-même     | Artiste international(e) de l'année | Nomination |

### MTV Video Music Italy Awards
| Année | Travail nommé | Catégorie              | Résultat   |
| ----- | ------------- | ---------------------- | ---------- |
| 2010  | Elle-même     | Meilleure personnalité | Nomination |
| 2010  | Elle-même     | Meilleur look          | Nomination |

### MTV Video Music Japan Awards
| Année | Travail nommé | Catégorie                              | Résultat   |
| ----- | ------------- | -------------------------------------- | ---------- |
| 2010  | Poker Face    | Meilleure vidéo d'une artiste féminine | Nomination |
| 2010  | Poker Face    | Meilleure chanson karaoké              | Nomination |
| 2010  | Poker Face    | Vidéoclip de l'année                   | Nomination |
| 2010  | Poker Face    | Meilleur vidéoclip dance               | Lauréat    |
| 2010  | Video Phone   | Meilleur vidéoclip collaboré           | Nomination |
| 2011  | Born This Way | Meilleure vidéo d'une artiste féminine | Lauréat    |
| 2011  | Born This Way | Vidéoclip de l'année                   | Lauréat    |
| 2011  | Born This Way | Meilleur vidéoclip dance               | Lauréat    |

### MTV: Big And Best of 2012
| Année | Travail nommé | Catégorie      | Résultat, |
| ----- | ------------- | -------------- | --------- |
| 2012  | Elle-même     | Meilleurs fans | Lauréat   |

### MuchMusic Video Awards
| Année | Travail nommé | Catégorie                                     | Résultat,  |
| ----- | ------------- | --------------------------------------------- | ---------- |
| 2009  | Poker Face    | Meilleur vidéoclip international (vote juge)  | Lauréat    |
| 2009  | Poker Face    | Meilleur vidéoclip international (vote libre) | Nomination |
| 2010  | Telephone     | Meilleur vidéoclip international (vote juge)  | Nomination |
| 2010  | Telephone     | Meilleur vidéoclip international (vote libre) | Nomination |
| 2011  | Judas         | Meilleur vidéoclip international (vote libre) | Lauréat    |

### New York Film Critics Circle Awards
| Année | Travail nommé  | Catégorie         | Résultat |
| ----- | -------------- | ----------------- | -------- |
| 2022  | House of Gucci | Meilleure actrice | Lauréat  |

### Nickelodeon Kid's Choice Awards
| Année | Travail nommé | Catégorie                    | Résultat   |
| ----- | ------------- | ---------------------------- | ---------- |
| 2010  | Elle-même     | Meilleure chanteuse féminine | Nomination |
| 2010  | Paparazzi     | Meilleure chanson            | Nomination |

### Nickelodeon Australian Kids' Choice Awards
| Année | Travail nommé | Catégorie        | Résultat |
| ----- | ------------- | ---------------- | -------- |
| 2010  | Telephone     | Chanson favorite | Lauréat  |

### NME Awards
| Année | Travail nommé | Catégorie                        | Résultat,  |
| ----- | ------------- | -------------------------------- | ---------- |
| 2010  | Poker Face    | Meilleure chanson dance          | Nomination |
| 2010  | Elle-même     | Meilleur artiste solo            | Nomination |
| 2010  | Elle-même     | Vilain de l'année                | Nomination |
| 2010  | Elle-même     | Personne la mieux habillée       | Lauréat    |
| 2010  | Elle-même     | Personne la plus mal habillée    | Lauréat    |
| 2010  | The Fame      | Pire album                       | Nomination |
| 2011  | Elle-même     | Héros de l'année                 | Lauréat    |
| 2011  | Elle-même     | Personne la mieux habillée       | Nomination |
| 2011  | Elle-même     | Personne la plus mal habillée    | Nomination |
| 2011  | Elle-même     | Artiste la plus hot              | Nomination |
| 2012  | Elle-même     | Femme la plus sexy de la musique | Lauréat    |
| 2012  | Elle-même     | Meilleur compte Twitter          | Lauréat    |
| 2012  | Born This Way | Album de l'année                 | Lauréat    |

### NRJ Music Awards
| Année | Travail nommé                   | Catégorie                                     | Résultat   |
| ----- | ------------------------------- | --------------------------------------------- | ---------- |
| 2010  | Elle-même                       | Révélation internationale de l'année          | Lauréat    |
| 2010  | The Fame                        | Album international de l'année                | Nomination |
| 2010  | Poker Face                      | Chanson internationale de l'année             | Nomination |
| 2011  | Elle-même                       | Artiste féminine internationale de l'année    | Nomination |
| 2011  | Elle-même                       | Concert de l'année                            | Nomination |
| 2011  | Bad Romance                     | Chanson internationale de l'année             | Nomination |
| 2011  | Telephone (feat. Beyoncé)       | Groupe/duo/troupe international(e) de l'année | Nomination |
| 2011  | Telephone (feat. Beyoncé)       | Clip de l'année                               | Lauréat    |
| 2012  | Born This Way                   | Clip de l'année                               | Nomination |
| 2016  | Elle-même                       | Artiste féminine internationale de l'année    | Nomination |
| 2019  | Elle-même                       | Artiste féminine internationale de l'année    | Nomination |
| 2019  | Elle-même & Bradley Cooper      | Groupe/duo international de l'année           | Lauréat    |
| 2020  | Elle-même                       | Artiste féminine internationale de l'année    | Nomination |
| 2020  | Rain On Me (avec Ariana Grande) | Clip de l'année                               | Nomination |
| 2020  | Rain On Me (avec Ariana Grande) | Collaboration internationale de l'année       | Lauréat    |
| 2022  | Elle-même                       | Artiste féminine internationale de l'année    | Lauréat    |
| 2024  | Elle-même & Bruno Mars          | Collaboration internationale de l'année       | Lauréat    |

### O Music Awards
| Année | Travail nommé | Catégorie                                           | Résultat   |
| ----- | ------------- | --------------------------------------------------- | ---------- |
| 2011  | Elle-même     | Artiste la plus novatrice                           | Lauréat    |
| 2011  | Elle-même     | Artiste que l'on doit absolument suivre sur Twitter | Lauréat    |
| 2011  | Elle-même     | GIF animé favori                                    | Nomination |

### Oscars
| Année | Travail nommé         | Catégorie                   | Résultat   |
| ----- | --------------------- | --------------------------- | ---------- |
| 2016  | Til It Happens to You | Meilleure chanson originale | Nomination |
| 2019  | Shallow               | Meilleure chanson originale | Lauréat    |
| 2019  | A Star Is Born        | Meilleure actrice           | Nomination |
| 2023  | Hold My Hand          | Meilleure chanson originale | Nomination |

### Palm Spring International Film Festival
| Année | Travail nommé | Catégorie  | Résultat |
| ----- | ------------- | ---------- | -------- |
| 2022  | Elle-même     | Icon Award | Lauréat  |

### People's Choice Awards
| Année | Travail nommé                 | Catégorie                  | Résultat   |
| ----- | ----------------------------- | -------------------------- | ---------- |
| 2010  | Elle-même                     | Meilleur(e) artiste pop    | Lauréat    |
| 2010  | Elle-même                     | Révélation de l'année      | Lauréat    |
| 2011  | Elle-même                     | Meilleure artiste féminine | Nomination |
| 2011  | Elle-même                     | Meilleur(e) artiste pop    | Nomination |
| 2011  | Telephone (featuring Beyoncé) | Chanson de l'année         | Nomination |
| 2011  | Telephone (featuring Beyoncé) | Meilleure clip             | Nomination |
| 2012  | Elle-même                     | Meilleure artiste féminine | Nomination |
| 2012  | Elle-même                     | Meilleur(e) artiste pop    | Nomination |
| 2012  | Born This Way                 | Album de l'année           | Lauréat    |
| 2012  | The Edge Of Glory             | Chanson de l'année         | Nomination |
| 2012  | Judas                         | Meilleur clip              | Nomination |

### Perezzies Awards
| Année | Travail nommé | Catégorie                             | Résultat,  |
| ----- | ------------- | ------------------------------------- | ---------- |
| 2009  | Elle-même     | Femme la mieux habillée               | Nomination |
| 2009  | Elle-même     | Femme la plus mal habillée            | Nomination |
| 2009  | Elle-même     | Hottest Mess                          | Nomination |
| 2009  | Elle-même     | Célébrité vivant le plus la belle vie | Nomination |
| 2009  | Elle-même     | Célébrité de l'Année                  | Lauréat    |
| 2009  | Bad Romance   | Meilleure Chanson                     | Lauréat    |
| 2010  | Elle-même     | Célébrité de l'année                  | Lauréat    |
| 2010  | Elle-même     | Meilleur Coup publicitaire            | Lauréat    |
| 2010  | Elle-même     | Biggest Rebel                         | Lauréat    |
| 2010  | Elle-même     | Femme la mieux habillée               | Nomination |
| 2010  | Elle-même     | Femme la plus mal habillée            | Nomination |
| 2010  | Bad Romance   | Best Viral Vid                        | Nomination |

### Planeta Awards
| Année | Travail nommé | Catégorie                          | Résultat |
| ----- | ------------- | ---------------------------------- | -------- |
| 2010  | Bad Romance   | Chanson méga planétaire de l'année | Lauréat  |
| 2010  | Elle-même     | Artiste de l'année                 | Lauréat  |
| 2010  | Alejandro     | Chanson de l'année                 | Lauréat  |

### PopCrush Music Awards
| Année | Travail nommé                               | Catégorie                                | Résultat |
| ----- | ------------------------------------------- | ---------------------------------------- | -------- |
| 2011  | Elle-même                                   | Artiste de l'année                       | Lauréat  |
| 2011  | Elle-même                                   | Meilleur(e) performeur(e) live           | Lauréat  |
| 2011  | Born This Way                               | Album de l'année                         | Lauréat  |
| 2011  | Born This Way                               | Clip de l'année                          | Lauréat  |
| 2011  | The Edge Of Glory                           | Chanson de l'année                       | Lauréat  |
| 2011  | V                                           | Meilleure couverture de magazine         | Lauréat  |
| 2011  | Ouverture des MTV VMAs 2011 en Jo Calderone | Plus gros titres                         | Lauréat  |
| 2011  | Arrêter l'Intimidation                      | Meilleur engagement humanitaire          | Lauréat  |
| 2012  | Elle-même                                   | Artiste de l'année                       | Lauréat  |
| 2012  | FAME                                        | Meilleur parfum                          | Lauréat  |
| 2012  | Elle-même                                   | Meilleure couverture de magazine (Vogue) | Lauréat  |
| 2015  | Elle-même                                   | Artiste de l'année                       | Lauréat  |
| 2015  | Elle-même                                   | Chanson de l'année                       | Lauréat  |
| 2015  | Cheek to Cheek                              | Album de l'année                         | Lauréat  |
| 2015  | G.U.Y.                                      | Clip de l'année                          | Lauréat  |
| 2015  | Elle-même                                   | Meilleur Performeur live                 | Lauréat  |
| 2015  | Elle-même                                   | Artiste la mieux habillée                | Lauréat  |
| 2015  | Elle-même                                   | Meilleure star Twitter                   | Lauréat  |
| 2015  | Little Monsters                             | Meilleure fanbase                        | Lauréat  |

### Popjustice Reader's Poll
| Année | Travail nommé                   | Catégorie                                                                                      | Résultat,  |
| ----- | ------------------------------- | ---------------------------------------------------------------------------------------------- | ---------- |
| 2009  | Poker Face                      | Meilleur Single                                                                                | Lauréat    |
| 2009  | Poker Face                      | Meilleur Clip                                                                                  | Nomination |
| 2009  | Bad Romance                     | Meilleur Single                                                                                | Nomination |
| 2009  | Bad Romance                     | Meilleur Clip                                                                                  | Lauréat    |
| 2009  | The Fame Monster                | Meilleur Album                                                                                 | Lauréat    |
| 2009  | The Fame                        | Meilleur Album                                                                                 | Nomination |
| 2009  | Lady Gaga                       | Artiste la plus médiocre de l'année                                                            | Nomination |
| 2009  | Lady Gaga                       | Star la plus mal habillée                                                                      | Nomination |
| 2009  | Lady Gaga                       | Popstar la plus susceptible de mal repasser une chemise                                        | Nomination |
| 2009  | Paparazzi                       | Meilleur Clip                                                                                  | Nomination |
| 2010  | "Telephone" (Featuring Beyoncé) | Meilleur single                                                                                | Nomination |
| 2010  | Lady Gaga                       | Meilleure Popstar utilisatrice de Twitter                                                      | Lauréat    |
| 2010  | Lady Gaga                       | Artiste la plus ridicule de la planète                                                         | Nomination |
| 2010  | Lady Gaga                       | Personne la plus susceptible de révolutionner la pop                                           | Lauréat    |
| 2010  | Lady Gaga (Featuring Beyoncé)   | Meilleure collaboration                                                                        | Lauréat    |
| 2010  | Lady Gaga                       | Singles les plus impressionnants                                                               | Lauréat    |
| 2010  | Lady Gaga                       | Artiste la plus inutile de l'année                                                             | Nomination |
| 2010  | Alejandro                       | Vidéo pop la plus médiocre                                                                     | Nomination |
| 2010  | Lady Gaga                       | Meilleurs moments                                                                              | Lauréat    |
| 2011  | Lady Gaga                       | Artiste le Plus Ridicule                                                                       | Nomination |
| 2011  | Lady Gaga                       | Meilleure Popstar Utilisatrice de Twitter                                                      | Nomination |
| 2011  | Lady Gaga                       | Artiste le Plus Médiocre de l'Année                                                            | Nomination |
| 2011  | Lady Gaga                       | La Fin du Monde : La Femme Qui Survivra et Qui Sera Responsable de l'Avenir de la Race Humaine | Nomination |
| 2011  | Lady Gaga                       | Artiste le Plus Plein d'Illusions                                                              | Nomination |
| 2011  | Lady Gaga                       | Artiste Avec la Fanbase Virtuelle la Plus Agaçante                                             | Nomination |
| 2011  | Lady Gaga                       | Artiste Pop le Plus Sous-Estimé                                                                | Nomination |
| 2011  | Lady Gaga et Tony Bennett       | Meilleure Collaboration                                                                        | Nomination |
| 2011  | Born This Way                   | Meilleur Album                                                                                 | Nomination |
| 2011  | Born This Way                   | Pire Album                                                                                     | Nomination |
| 2011  | "Born This Way"                 | Pire Single                                                                                    | Nomination |
| 2011  | "Born This Way"                 | Meilleure Reprise                                                                              | Nomination |
| 2011  | "Born This Way"                 | Clip Pop de Plus Mauvaise Qualité                                                              | Nomination |
| 2011  | "Judas"                         | Meilleur Clip Pop                                                                              | Nomination |
| 2011  | "The Edge Of Glory"             | Meilleur Single                                                                                | Nomination |
| 2011  | "The Edge Of Glory"             | Clip Pop de Plus Mauvaise Qualité                                                              | Lauréat    |
| 2011  | "Yoü And I"                     | Meilleur Clip Pop                                                                              | Nomination |
| 2011  | "Marry The Night"               | Meilleur Clip Pop                                                                              | Nomination |
| 2011  | Plus                            | Ce que Lady Gaga Devrait Faire Maintenant                                                      | Nomination |
| 2011  | Moins                           | Ce que Lady Gaga Devrait Faire Maintenant                                                      | Lauréat    |
| 2011  | Little Monsters                 | Pire Nom Donné par un Artiste à ses Fans                                                       | Nomination |

### Premios 40 Principales
| Année | Travail nommé | Catégorie                                            | Résultat   |
| ----- | ------------- | ---------------------------------------------------- | ---------- |
| 2009  | Poker Face    | Meilleure chanson internationale en langue étrangère | Nomination |
| 2010  | Lady Gaga     | Meilleur artiste international en langue étrangère   | Lauréat    |
| 2010  | Bad Romance   | Meilleure chanson internationale en langue étrangère | Lauréat    |

### Pollstar Awards
| Année | Travail nommé         | Catégorie                  | Résultat |
| ----- | --------------------- | -------------------------- | -------- |
| 2012  | The Monster Ball Tour | Tournée majeure de l'année | Lauréat  |

### Premios Oye
| Année | Travail nommé    | Catégorie                 | Résultat,  |
| ----- | ---------------- | ------------------------- | ---------- |
| 2009  | Lady Gaga        | Meilleur Nouvel Artiste   | Lauréat    |
| 2009  | The Fame         | Album de l'Année          | Lauréat    |
| 2009  | Poker Face       | Enregistrement de l'Année | Lauréat    |
| 2010  | The Fame Monster | Album de l'Année          | Lauréat    |
| 2010  | Bad Romance      | Enregistrement de l'Année | Nomination |
| 2010  | Alejandro        | Enregistrement de l'Année | Nomination |

### Premios Fuse TV
| Année | Travail nommé | Catégorie                       | Résultat   |
| ----- | ------------- | ------------------------------- | ---------- |
| 2009  | Paparazzi     | Meilleur vidéoclip de 2009      | Nomination |
| 2009  | Lady Gaga     | Meilleur artiste internationale | Nomination |
| 2009  | Lady Gaga     | Meilleur nouvel artiste         | Lauréat    |

### Primetime Emmy Awards
| Année | Travail nommé                                   | Catégorie                              | Résultat   |
| ----- | ----------------------------------------------- | -------------------------------------- | ---------- |
| 2015  | Tony Bennett & Lady Gaga : Cheek To Cheek Live! | Meilleure émission spéciale de variété | Nomination |

### Q Awards
| Année | Travail nommé         | Catégorie                  | Résultat   |
| ----- | --------------------- | -------------------------- | ---------- |
| 2009  | Lady Gaga             | Révélation                 | Nomination |
| 2009  | Just Dance            | Meilleur Clip              | Lauréat    |
| 2010  | Lady Gaga             | Meilleure Artiste Féminine | Nomination |
| 2010  | The Monster Ball Tour | Meilleur Concert           | Nomination |
| 2012  | Lady Gaga             | Meilleure Artiste Au Monde | Lauréat    |

### StarShine Magazine Music Awards
| Année | Travail nommé    | Catégorie                  | Résultat,  |
| ----- | ---------------- | -------------------------- | ---------- |
| 2009  | Just Dance       | Meilleure chanson dance    | Lauréat    |
| 2009  | The Fame         | Meilleur album de l'année  | Lauréat    |
| 2009  | Poker Face       | Chanson de l'année         | Lauréat    |
| 2009  | Lady Gaga        | Artiste de l'année         | Nomination |
| 2009  | Lady Gaga        | Meilleure nouvelle artiste | Lauréat    |
| 2009  | Lady Gaga        | Meilleure artiste féminine | Lauréat    |
| 2010  | Lady Gaga        | Artiste de l'Année         | Nomination |
| 2010  | Lady Gaga        | Artiste Féminine Favorite  | Lauréat    |
| 2010  | Lady Gaga        | Meilleure Performance Live | Nomination |
| 2010  | Bad Romance      | Chanson de l'Année         | Nomination |
| 2010  | Bad Romance      | Meilleure Chanson Dance    | Nomination |
| 2010  | The Fame Monster | Album de l'Année           | Nomination |
| 2010  | Telephone        | Meilleure Chanson Pop      | Nomination |

### Swiss Music Awards
| Année | Travail nommé | Catégorie                        | Résultat   |
| ----- | ------------- | -------------------------------- | ---------- |
| 2010  | Poker Face    | Meilleure chanson internationale | Lauréat    |
| 2010  | The Fame      | Meilleur nouvel album            | Nomination |

### Teen Choice Awards
| Année | Travail nommé    | Catégorie                             | Résultat,  |
| ----- | ---------------- | ------------------------------------- | ---------- |
| 2009  | Just Dance       | Meilleur duo                          | Lauréat    |
| 2009  | Poker Face       | Meilleur single                       | Nomination |
| 2009  | The Fame         | Meilleur album d'une artiste féminine | Nomination |
| 2009  | Lady Gaga        | Meilleure artiste féminine            | Nomination |
| 2009  | Lady Gaga        | Meilleure nouvelle artiste            | Nomination |
| 2009  | Lady Gaga        | Meilleure danseuse                    | Nomination |
| 2010  | Lady Gaga        | Meilleure artiste féminine            | Lauréat    |
| 2010  | Lady Gaga        | La mieux habillée sur le tapis rouge  | Nomination |
| 2010  | Lady Gaga        | Star féminine musicale de l'été       | Lauréat    |
| 2010  | Bad Romance      | Single de l'année                     | Nomination |
| 2010  | Telephone        | Collaboration de l'année              | Nomination |
| 2010  | Alejandro        | Chanson d'été de l'année              | Nomination |
| 2010  | The Fame Monster | Album pop de l'année                  | Nomination |
| 2011  | Lady Gaga        | Artiste Féminine                      | Nomination |
| 2011  | Lady Gaga        | Icône de Mode de Tapis Rouge          | Nomination |
| 2011  | "Born This Way"  | Single                                | Nomination |

### The Record of the Year Awards
| Année | Travail nommé | Catégorie                 | Résultat   |
| ----- | ------------- | ------------------------- | ---------- |
| 2009  | Poker Face    | Enregistrement de l'année | Nomination |

### TMF Awards
| Année | Travail nommé | Catégorie                             | Résultat   |
| ----- | ------------- | ------------------------------------- | ---------- |
| 2009  | Poker Face    | Meilleur vidéoclip international      | Nomination |
| 2009  | The Fame      | Meilleur album international          | Nomination |
| 2009  | Lady Gaga     | Meilleure artiste féminine            | Lauréat    |
| 2009  | Lady Gaga     | Meilleur artiste Pop                  | Lauréat    |
| 2009  | Lady Gaga     | Meilleur nouvel artiste international | Lauréat    |

### UK Video Music Awards
| Année | Travail nommé | Catégorie                   | Résultat |
| ----- | ------------- | --------------------------- | -------- |
| 2009  | Paparazzi     | Meilleur Clip International | Lauréat  |
| 2010  | Bad Romance   | Meilleur Clip International | Lauréat  |

### Urban Music Awards
| Année | Travail nommé | Catégorie        | Résultat   |
| ----- | ------------- | ---------------- | ---------- |
| 2009  | Poker Face    | Vidéo de l'année | Nomination |

### Vh1 «Do Something!» Awards
| Année | Travail nommé | Catégorie                    | Résultat   |
| ----- | ------------- | ---------------------------- | ---------- |
| 2010  | Lady Gaga     | Meilleur Artiste de Musique  | Nomination |
| 2011  | Lady Gaga     | Facebook                     | Nomination |
| 2011  | Lady Gaga     | Artiste                      | Nomination |
| 2011  | Born This Way | Meilleure chanson caritative | Nomination |

### Virgin Media Music Awards
| Année | Travail nommé                          | Catégorie                    | Résultat,  |
| ----- | -------------------------------------- | ---------------------------- | ---------- |
| 2009  | Lady Gaga                              | Meilleur Coup de Publicité   | Lauréat    |
| 2009  | Lady Gaga                              | Nouvel Artiste de l'Année    | Nomination |
| 2009  | Lady Gaga                              | Meilleure Artiste Féminine   | Nomination |
| 2009  | Lady Gaga                              | Twit de l'année              | Nomination |
| 2009  | Lady Gaga                              | Femme La Plus Sexy           | Nomination |
| 2009  | The Fame                               | Meilleur Album               | Lauréat    |
| 2009  | "Just Dance" (Featuring Colby O'Donis) | Meilleure Chanson            | Nomination |
| 2010  | Lady Gaga                              | Femme La Plus Sexy           | Nomination |
| 2010  | Lady Gaga                              | Meilleur Coup de Publicité   | Nomination |
| 2010  | Lady Gaga                              | Légende de l'Année           | Nomination |
| 2010  | Lady Gaga                              | Meilleure Artiste Féminine   | Nomination |
| 2010  | "Alejandro"                            | Pire Chanson                 | Nomination |
| 2010  | "Telephone" (Featuring Beyoncé)        | Meilleur Clip                | Nomination |
| 2010  | "Telephone" (Featuring Beyoncé)        | Meilleur Single              | Nomination |
| 2010  | "Telephone" (Featuring Beyoncé)        | Meilleure Collaboration      | Lauréat    |
| 2010  | The Monster Ball Tour                  | Meilleur Concert             | Nomination |
| 2011  | Lady Gaga                              | Femme La Plus Hot            | Lauréat    |
| 2011  | Lady Gaga                              | Meilleure Chanteuse Féminine | Lauréat    |
| 2011  | Born This Way                          | Meilleur Album               | Lauréat    |
| 2011  | "Born This Way"                        | Meilleure Chanson            | Lauréat    |
| 2011  | "Born This Way"                        | Meilleure Vidéo              | Lauréat    |
| 2012  | Lady Gaga                              | Femme La Plus Sexy           | Lauréat    |
| 2012  | Lady Gaga                              | Meilleure Artiste Féminine   | Lauréat    |
| 2012  | Born This Way                          | Meilleur Album               | Lauréat    |
| 2012  | "Born This Way"                        | Meilleure Chanson            | Lauréat    |
| 2012  | "Born This Way"                        | Meilleur Clip                | Lauréat    |

### World Music Awards
| Année | Travail nommé          | Catégorie                    | Résultat |
| ----- | ---------------------- | ---------------------------- | -------- |
| 2010  | Poker Face             | Meilleure chanson de l'année | Lauréat  |
| 2010  | The Fame               | Meilleur album de l'année    | Lauréat  |
| 2010  | Lady Gaga              | Meilleur artiste pop/rock    | Lauréat  |
| 2010  | Lady Gaga              | Meilleur nouvel artiste      | Lauréat  |
| 2010  | Lady Gaga              | Meilleur vendeur en Amérique | Lauréat  |
| 2012  | Lady Gaga              | Meilleure chanteuse féminine | Lauréat  |
| 2012  | Marry The Night        | Meilleur clip                | Lauréat  |
| 2012  | The Born This Way Ball | Meilleur live                | Lauréat  |

### Z Awards
| Année | Travail nommé | Catégorie               | Résultat   |
| ----- | ------------- | ----------------------- | ---------- |
| 2008  | Lady Gaga     | Meilleur Nouvel Artiste | Nomination |
| 2009  | Lady Gaga     | Meilleur Nouvel Artiste | Nomination |
| 2009  | The Fame      | Album de l'Année        | Lauréat    |
| 2010  | Gaga Daily    | Forum de Fan Préféré    | Nomination |
| 2011  | Born This Way | Album de l'Année        | Nomination |
| 2011  | Gaga Daily    | Site de Fan Préféré     | Nomination |

### VEVO Certified Awards
| Année | Travail nommé    | Catégorie           | Résultat |
| ----- | ---------------- | ------------------- | -------- |
| 2009  | Just Dance       | + 100 millions vues | Lauréat  |
| 2009  | Poker Face       | + 100 millions vues | Lauréat  |
| 2010  | Bad Romance      | + 100 millions vues | Lauréat  |
| 2010  | Telephone        | + 100 millions vues | Lauréat  |
| 2010  | Alejandro        | + 100 millions vues | Lauréat  |
| 2011  | Born This Way    | + 100 millions vues | Lauréat  |
| 2011  | Judas            | + 100 millions vues | Lauréat  |
| 2013  | Paparazzi        | + 100 millions vues | Lauréat  |
| 2013  | LoveGame         | + 100 millions vues | Lauréat  |
| 2013  | Applause         | + 100 millions vues | Lauréat  |
| 2017  | Perfect Illusion | + 100 millions vues |          |
| 2017  | Million Reasons  | + 100 millions vues |          |
| 2018  | Shallow          | + 100 millions vues |          |

### Assos Awards
| Année | Travail nommé   | Catégorie            | Résultat |
| ----- | --------------- | -------------------- | -------- |
| 2012  | Marry The Night | TOP Musique (Single) | Lauréat  |
| 2012  | Born This Way   | TOP Musique (Album)  | Lauréat  |

### Prix De La Paix - Yoko Ono
| Année | Catégorie       | Résultat |
| ----- | --------------- | -------- |
| 2012  | Prix de la Paix | Lauréat  |